# The Local Stigmatic
The Local Stigmatic - etiuda filmowa Ala Pacino.

## Obsada
- Al Pacino - Graham
- Paul Guilfoyle - Ray
- Joseph Maher - Gwiazda
- James Bulliet

## Fabuła
Ray i Graham to para przyjaciół mieszkających razem. Pewnego wieczora wybierają się razem do baru, w którym, jak się okazuje, przebywała także znana gwiazda filmu. Przyjaciele rozmawiają z gwiazdą i po paru wspólnie wypitych drinkach wyprowadzają mężczyznę z baru i w cichym zakątku ulicy brutalnie biją gwiazdę, deformując mu twarz, by nie mógł jej już pokazać w filmie.
Film nie był nigdy pokazywany w telewizji i kinie.    